# Cyperus microcristatus
Cyperus microcristatus là loài thực vật có hoa trong họ Cói. Loài này được Lye mô tả khoa học đầu tiên năm 2006.